# Arcen a Velden
Arcen en Velden (phát âmⓘ) là một đô thị ở đông nam Hà Lan.

## Các trung tâm dân cư
- Arcen
- Lomm
- Velden